# Mapho-ku
Mapho-ku (hangul:  마포구, handzsa: 麻浦區, RR: Mapo-gu) Szöul 25 kerületének egyike. Itt található a klubjairól híres Hongde (Hongdae)-negyed, valamint számos K-pop-ügynökség, például a CJ E&M, a YG Entertainment, a Woollim Entertainment, az A Cube Entertainment vagy a Star Empire Entertainment székhelye.

## Tongok(Dongok)
- Ahjon-tong (Ahyeon-dong) (아현동; 阿峴洞)
- Hapcsong-tong (Hapjeong-dong) (합정동; 合井洞)
- Jomni-tong (Yeomni-dong) (염리동; 鹽里洞)
- Jonnam-tong (Yeonnam-dong) (연남동; 延南洞)
- Jonggang-tong (Yonggang-dong) (용강동; 龍江洞)
- Kongdok-tong (Gongdeok-dong) (공덕동; 孔德洞)
- Mangvon 1-tong (Mangwon 1-dong) (망원1동; 望遠1洞)
- Mangvon 2-tong (Mangwon 2-dong) (망원2동; 望遠2洞)
- Sinszu-tong (Sinsu-dong) (신수동; 新水洞)
- Szangam-tong (Sangam-dong) (상암동; 上岩洞)
- Szogjo-tong (Seogyo-dong) (서교동; 西橋洞)
- Szogang-tong (Seogang-dong) (서강동; 西江洞)
- Szongszan 1-tong (Seongsan 1-dong) (성산1동; 城山1洞)
- Szongszan 2-tong (Seongsan 2-dong) (성산2동; 城山2洞)
- Tohva-tong (Dohwa-dong) (도화동; 桃花洞)
- Tehung-tong (Daeheung-dong) (대흥동; 大興洞)